# Ole Ousen
Ole Ousen (født 28. august 1942 på Frederiksberg, død 4. april 2013) var en dansk guitarist.
Ole Ousen var søn af Knud Erik Ousen og Poula Jespersen. Han begyndte i sine teenageår at udforske musikken, da han fik en guitar til sin konfirmation. Det blev startskuddet til et professionelt musikerliv, der bl.a. omfattede samarbejde med John Mogensen, Jesper Thilo og Ib Glindemann.
Ousen slog i 1990'erne og 2000'erne sit navn fast ved sit samarbejde med Ørkenens Sønner: de fire skuespillere Niels Olsen, Henrik Koefoed, Søren Pilmark og Asger Reher. Ole Ousen hed der Oraklet, og han akkompagnerede deres vokaler på jazz-guitar.
Ole Ousen var ikke med i Varm luft i Canal Grande, Ørkenens Sønners 7. show, da han var alvorligt syg.
Ole Ousen dannede fra 1974 par med skuespilleren Kirsten Olesen. Parret blev gift den 21. juli 1997.